# Промышленность строительных материалов Украины
Промышленность строительных материалов – промышленность, специализирующаяся на производстве строительных материалов для различных видов строительства. ПСМ Украины обеспечена мощной сырьевой базой. Данная промышленность является важной отраслью экономики страны, от которой зависит строительство как жилых так и не жилых объектов: жилые, медицинские, административные,для научных целей, учебные и промышленные сооружения.

## Отрасли
- Цементная
- Кирпичная
- Конструкции
  - Сборные железобетонные
  - Сборные бетонные
  - Стенные материалы
  - Нерудные стройматериалы
  - Керамзитовые блоки

## Характеристика
По данным на 2000 г.

Отраслевая структура по количеству занятых
Индексы продукции

## География
Производство строительных материалов сосредоточено преимущественно возле источников сырья и в крупных индустриальных центрах. Предприятия расположены равномерно по всей стране. Курсивом указаны города, которые с 2014 года находятся не под контролем Украины. 
| Отрасль                                       | Регион | Фактор                                                                              | Продукция                                     |
| --------------------------------------------- | --- | ----------------------------------------------------------------------------------- | --------------------------------------------- |
| Цементная                                     | Балаклея, Амвросиевка, Николаев, Кривой Рог, Бахчисарай, Здолбунов, Каменец-Подольский, Северодонецк, Енакиево, Каменское | Месторождения мергеля, известняка, доломитов, мела, а также металлургические заводы | Цемент                                        |
| Кирпичная                                     | Повсеместно | -                                                                                   | Кирпичи                                       |
| Сборных железобетонных и бетонных конструкций | Киев, Донецк, Харьков, Днепр, Запорожье, Львов, Северодонецк и др.                                                        | Потребительский                                                                     | Сборные железобетонные и бетонные конструкции |
| Нерудных стройматериалов                      | Запорожье, Днепр, Донецк, Симферополь, Житомир, Кривой Рог, Хуст, Кременчуг                                               | Потребительский                                                                     | Нерудные стройматериалы                       |
| Теплоизоляционных материалов                  | Донецк, Запорожье, Ирпень, Алчевск, Мариуполь, Костополь, Черновцы                                                        | Потребительский                                                                     | Теплоизоляционные материалы                   |